# Przyłuki (obwód grodzieński)
Przyłuki (biał. Прылукі, Pryłuki; ros. Прилуки, Priłuki) – wieś na Białorusi, w obwodzie grodzieńskim, w rejonie korelickim, w sielsowiecie Mir, nad Miranką.

## Historia
W XIX i w początkach XX w. folwark położony w Rosji, w guberni mińskiej, w powiecie nowogródzkim. Były własnością Radziwiłłów. W 1828 jako wiano Stefanii Radziwiłłównej przeszły do rodu Sayn-Wittgensteinów.
W dwudziestoleciu międzywojennym zaścianek leżący w Polsce, w województwie nowogródzkim, w powiecie stołpeckim, w gminie Mir. W 1921 miejscowość liczyła 140 mieszkańców, zamieszkałych w 30 budynkach, wyłącznie Polaków. 74 mieszkańców było wyznania prawosławnego i 66 rzymskokatolickiego.
Po II wojnie światowej w granicach Związku Sowieckiego. Od 1991 w niepodległej Białorusi.